# Izale McLeod
Izale Michael McLeod (Perry Barr, 15 ottobre 1984) è un ex calciatore inglese, di ruolo attaccante.

## Carriera

### Club
McLeod esordisce tra i professionisti non ancora maggiorenne nella stagione 2002-2003, in cui mette a segno 3 reti in 29 partite di campionato nella seconda divisione inglese con la maglia del Derby County; l'anno seguente mette invece a segno un gol in 10 presenze prima di passare in prestito allo Sheffield Utd, altro club di seconda divisione, con cui gioca ulteriori 7 partite in questa categoria.
A fine stagione passa a titolo definitivo al MK Dons, club di Football League One (terza divisione inglese); fin dalla sua prima stagione si impone come titolare, mettendo a segno 16 reti in 43 partite di campionato; l'anno seguente, pur realizzando 17 reti in 39 presenze, non riesce ad impedire la retrocessione in quarta divisione dei Dons, dove comunque rimane anche per la stagione 2006-2007, in cui è ancora una volta uno dei migliori giocatori del club: realizza infatti 21 reti in 34 presenze, grazie alle quali è capocannoniere del campionato alla pari con Richie Barker; vince inoltre il premio di miglior giocatore del campionato nei Football League Awards 2007. A fine stagione lascia il club per accasarsi al Charlton, club di seconda divisione, che lo acquista per 1,1 milioni di sterline e gli offre un contratto di 4 anni. La sua permanenza agli Addicks non è però un successo: nella prima stagione totalizza infatti 18 presenze e segna una sola rete, mentre nella stagione 2008-2009 gioca solamente 2 partite, a cui fanno seguito le 11 presenze e 2 reti nella Football League One 2009-2010 (a seguito della retrocessione patita l'anno precedente); in ciascuna delle sue 3 stagioni di permanenza McLeod trascorre inoltre alcuni mesi in prestito in altri club (rispettivamente Colchester Utd e Peterborough Utd in seconda divisione e Millwall in terza divisione), ma anche qui senza mai riuscire a giocare stabilmente da titolare.
Nell'estate del 2010 torna a giocare in quarta serie, al Barnet: dopo 14 reti in 29 presenze nella stagione 2010-2011, l'anno seguente vince per la seconda volta in carriera il titolo di capocannoniere del campionato di Football League Two, ancora una volta appaiato in classifica marcatori ad un altro giocatore (in questo caso Jack Midson), con 18 reti in 44 presenze. Al termine di questa seconda positiva stagione lascia il Barnet dopo complessive 83 presenze e 36 reti in partite ufficiali (comprese anche le coppe nazionali) e, dopo un provino ed un periodo con un contratto a breve termine, si aggrega al Portsmouth, club di Football League One; qui realizza 10 gol in 24 presenze (grazie ai quali al momento del suo addio al club era il capocannoniere stagionale): nel gennaio del 2013 fa infatti ritorno al Milton Keynes, in terza divisione. La sua seconda parentesi nel club dura una stagione e mezza, in cui comunque non riesce a raggiungere le medie realizzative toccate nella precedente parentesi al club: totalizza infatti complessivamente 8 reti in 49 partite di campionato, grazie alle quali arriva ad un bilancio totale di 188 partite e 71 reti con il club (167 presenze e 72 reti fra campionato e play-off, 10 presenze e 5 reti in FA Cup, 7 presenze e 4 reti in Coppa di Lega ed una presenza nel Football League Trophy), di cui è il miglior marcatore di tutti i tempi; nella stagione 2013-2014 trascorre tra l'altro anche un breve periodo in prestito al Northampton Town, con cui segna una rete in 4 presenze in Football League Two.
Nella stagione 2014-2015 si accasa da svincolato al Crawley Town, club di Football League One: qui vive una delle stagioni più prolifiche in carriera, totalizzando 19 reti in 42 partite di campionato, oltre a 5 presenze e 2 reti complessive fra le varie coppe nazionali; l'anno seguente gioca invece al Notts County, in Football League Two: pur giocando da titolare (37 partite in campionato e 3 fra le varie coppe nazionali) non mantiene le medie realizzative dell'anno precedente, realizzando in totale 10 reti (9 in campionato ed una nel Football League Trophy), ed a fine stagione lascia i bianconeri; l'anno seguente si accasa allo Yeovil Town, sempre in Football League Two, ma dopo sole 4 partite giocate (senza reti), il 10 novembre 2016 rescinde consensualmente il contratto e, dopo circa 2 settimane da svincolato, si accasa al Corby Town, club di Northern Premier League (settima divisione): la sua permanenza dura però poche settimane (gioca infatti una sola partita), e nel gennaio del 2017, dopo aver rescisso il contratto, va a giocare al Wrexham, club di National League (quinta divisione e più alto livello calcistico inglese al di fuori della Football League); anche qui, comunque, la permanenza è piuttosto limitata: a fine stagione, dopo 15 presenze ed una rete, il suo contratto non viene infatti rinnovato. A fine stagione, non ancora trentatreenne, McLeod si ritira dal calcio e va a lavorare al Milton Keynes con il ruolo di Business Sales Executive. Nell'estate del 2018, dopo un solo anno dal ritiro, decide di tornare a giocare a livello semiprofessionistico con i Kempston Rovers, club di Southern Football League Division One Central (ottava divisione): dopo aver segnato 15 reti in 36 partite di campionato, nel gennaio del 2020 si ritira nuovamente.
In carriera ha totalizzato 441 presenze e 142 reti nei campionati della Football League (di cui 72 presenze e 5 reti in seconda divisione, 215 presenze e 74 reti in terza divisione e 154 presenze e 63 reti in quarta divisione, play-off inclusi), oltre a 59 presenze e 19 reti nelle varie coppe nazionali inglesi ed a 52 presenze e 16 reti in campionati non-League, per un totale complessivo di 552 presenze e 177 reti in partite ufficiali fra tutte le competizioni.

### Nazionale
Nel 2006 ha giocato una partita con la nazionale Under-21.

## Palmarès

### Individuale
- Capocannoniere della Football League Two: 2

2006-2007 (21 gol, alla pari con Richie Barker), 2011-2012 (18 gol, alla pari con Jack Midson, Adebayo Akinfenwa e Lewis Grabban)
- League Two Player of the Year: 1

2007